# ロックンロールオリンピック
ロックンロールオリンピック（Rock'n Roll Olympic）は、かつて宮城県村田町菅生にあるスポーツランドSUGOにて毎年夏に開催されていた、バンドブーム時代を代表する野外ロック・フェスティバルである。仙台市にある音楽事務所「FLYING HOUSE」が主催していた。「R&Rオリンピック」「ロクオリ」と略記されることもある（以下、「R&Rオリンピック」を用いる）。

## 概要
1981年（昭和56年）、HOUND DOGのボーカル・大友康平（宮城県出身）がプロデュースして、スポンサーもないままR&Rオリンピックは初開催された。開催場所は、宮城県仙台市の南に接する同県柴田郡村田町のスポーツランドSUGO（以下SUGO）というサーキットの中央にあるSP広場に設営された野外特設会場。当時としては東北地方最大級の6500人を集客して成功を収めた。これを第1回とし、翌年の第2回も1万人の観客を集め、以後、毎年夏にSUGOで開催されたが、バブル崩壊および（第二次）バンドブームの終焉と共に、第14回となる1994年（平成6年）をもって終了した。
主催者は、第1回から最後まで仙台市の音楽事務所「FLYING HOUSE」である。同事務所に所属していたHOUND DOGは翌年の第2回も出演したが、1983年（昭和58年）にFLYING HOUSEから東京都の「マザーエンタープライズ」に移籍したため、第3回以降出演していない。
R&Rオリンピック当日は、会場が朝9時に開き、コンサート自体は夜の10時頃まで行われた。特設ステージは、その真ん中から客席の中央まで花道があるのが特徴で、雨の年にはその花道をスライディングする出演者も見られた。コンサートの最後にはジャム・セッションが行われるのも恒例だった。1985年（昭和60年）には、吉川晃司のツアーに参加中の子供ばんどのJICKが、ヘリコプターで登場するという逸話も残る。同年からNHK仙台放送局が東北6県ブロックネットでコンサートの模様を放送開始し、1988年（昭和63年）からは全国放送した。当初は出演者も観客もSUGOの中の宿泊施設に泊まっていたが、バンドブームが最高潮となる1989年（平成元年）頃から出演者は仙台に泊まるようになった。
2005年（平成17年）8月9日、仙台のライブハウス「パークスクウェア」（FLYING HOUSEが経営）で『ロックンロールオリンピック25周年記念イベント』が開催された。
主催者は異なるが、のちに仙台都市圏ではARABAKI ROCK FEST.が2001年（平成13年）から始まり、R&Rオリンピックの伝統を受け継いでいる。

## 沿革
|    | 開催日         | 出演 | 備考                                                       |
| -- | -------------- | --- | ---------------------------------------------------------- |
| 1  | 1981年 8月9日  | ARB HOUND DOG RCサクセション |                                                            |
| 2  | 1982年 8月22日 | ARB HOUND DOG 子供ばんど チャボ&梅津和時ホーンセクション ルースターズ |                                                            |
| 3  | 1983年 8月11日 | ARB 子供ばんど サンハウス ハートビーツ 本田恭章 |                                                            |
| 4  | 1984年 8月12日 | ARB THE GOOD-BYE VOW WOW 子供ばんど ハートビーツ ピンククラウド ルースターズ |                                                            |
| 5  | 1985年 8月11日 | BOØWY ECHOES THE ACCIDENTS THE STREET SLIDERS VOW WOW 子供ばんど シーナ&ザ・ロケッツ ハートビーツ 爆風スランプ 浜田麻里 山善&ミッドナイトスペシャル ルースターズ | NHK総合において 東北6県ブロックネットで 当年より放送開始。 |
| 6  | 1986年 8月10日 | ARB BOØWY ECHOES LAUGHIN' NOSE THE ACCIDENTS THE STREET SLIDERS UP-BEAT 遠藤ミチロウ シーナ&ザ・ロケッツwith山口富士夫 バブルガム・ブラザーズ ルースターズ ローザ・ルクセンブルグ 阿Q ほか |                                                            |
| 7  | 1987年 8月9日  | ARB BLACK MOON BOØWY ECHOES JAGATARA KATTE. PERSONZ REACTION RED WARRIORS THE BLUE HEARTS THE WILLARD アンジー 竹田和夫&ボーイズ・オン・ロックス THE ROCK BAND シーナ&ザ・ロケッツ ナーキ&トマトス ローグ ほか                                                                                          |                                                            |
| 8  | 1988年 8月7日  | BO GUMBOS ECHOES JAGATARA JUN SKY WALKER(S) KATTE. MUTE BEAT REACTION RED WARRIORS SHADY DOLLS SHOW-YA T.V. アンジー エレファント・カシマシ 筋肉少女帯 ザ・カヴァースペシャル （PANTA、柴山俊之、 大江慎也、下山淳、 池畑潤二、THE ROCK BAND） ザ・キング・トーンズ シーナ&ザ・ロケッツ モデルガン ほか | 当年よりNHK総合 およびBS2において 全国放送開始。           |
| 9  | 1989年 8月20日 | BO GUMBOS COME ON BABY JUN SKY WALKER(S) RED WARRIORS SHADY DOLLS The ピーズ X カステラ 筋肉少女帯 THE TEARDROPS 二井原実 ニューエスト・モデル ニューロティカ |                                                            |
| 10 | 1990年 8月12日 | BO GUMBOS De-LAX GEN JUN SKY WALKER(S) MOJO CLUB グレイトリッチーズ RCサクセション sp≒eed シーナ&ザ・ロケッツ ニューエスト・モデル ニューロティカ メスカリン・ドライヴ ほか |                                                            |
| 11 | 1991年 8月18日 | BO GUMBOS JUN SKY WALKER(S) LAUGHIN' NOSE THE MODS The ピーズ THE PRIVATES 泉谷しげるwithルーザー カステラ ニューエスト・モデル ニューロティカ メスカリン・ドライヴ 憂歌団 |                                                            |
| 12 | 1992年 8月9日  | Ruby SHADY DOLLS the pillows THE PRIVATES カステラ 筋肉少女帯 ケイコウォーカー&ホットストリートバンド ザ・コレクターズ シーナ&ザ・ロケッツ ニューエスト・モデル ニューロティカ メスカリン・ドライヴ |                                                            |
| 13 | 1993年 8月21日 | BO GUMBOS BLUE BOY THE BOOM THE PRIVATES ZELDA 喜納昌吉&チャンプルーズ ザ・ヴィンセンツ たま |                                                            |
| 14 | 1994年 8月21日 | DEEP KENZI&THE TRIPS MOJO CLUB MTハピネス すかんち THE YELLOW MONKEY 忌野清志郎 ザ・タイマーズ ダイアモンド☆ユカイ 高橋まことプロジェクト ニューロティカ |                                                            |

## その他
- 英称は Rock'n Roll Olympic となっており、ロックンロールの一般的な綴りであるRock 'n' Rollとは一部異なっていた。
- 出演バンドは Fighter と呼ばれていた。
- 仙台の人気ディスコDJであり、仙台放送『サタデーマガジンα』にも出演していたポーキーが、R&RオリンピックのMCをした年もある。